# Thure Melin
Johan Thure Ejnar Melin, född 29 mars 1912 i Söderhamn, död där 25 maj 2007, var en svensk bilhandlare och racerförare.
Melin anställdes inom bilbranschen 1930 och var verksam som egen företagare från 1934. Han var innehavare av Bilbolaget Thure Melin i Söderhamn från 1948, ursprungligen återförsäljare av Ford, senare Toyota. År 1989 övertogs rörelsen av sonen Pär (född 1959). 
Under åren 1948 till 1953 var Melin en av Sveriges mest framgångsrika racerförare. Han var ordförande i Hälsinglands bilverkstäders förening 1948–53 samt styrelseledamot i Gävleborgs och Kopparbergs läns motorhandlares förening. Då Svenska Motorklubbens (SMK) klubb i Söderhamn bildades 1956 valdes han till vice ordförande. Han satt i arbetsutskottet för Söderhamns stads jubileumsutställning 1970.